# مانفريد أولمان
مانفريد أولمان (بالألمانية:Manfred Ullmann من مواليد 2 نوفمبر 1931 في براندنبورغ آن در هافيل) هو مستعرب ألماني، وعالم فقه اللغة الكلاسيكية.

## حياته
وُلد مانفريد أولمان في براندنبورغ آن در هافل، بألمانيا. درس الدراسات العربية والسامية واليونانية في جامعة توبنجن وجامعة هامبورغ. حصل على الدكتوراه من جامعة توبنغن عام 1959، وأكمل تأهيله هناك عام 1965. عُيِّن في 1970 أستاذاً مساعداً للدراسات العربية والإسلامية في جامعة توبنغن. حصل عام 1986 حصل على وسام ليدزبارسكي. أولمان هو عضو مناظر في أكاديمية العلوم في غوتنغن (منذ عام 1984)، والأكاديمية الباڤارية للعلوم والإنسانيات (منذ عام 1990) بالإضافة إلى الدكتوراه الفخرية من جامعة إرلنغن نورنبيرغ (منذ عام 2017).

## أبحاثه
تتناول أبحاث أولمان قواعد اللغة العربية (خاصة النحو)، والمفردات، وتطور الأدب العربي، واستقبال ونقل الكتابات اليونانية (جمل ميناندر، والطب، والعلوم الطبيعية) في اللغة العربية والإسلام. يُعتبر عمله الرئيسي، "المعجم العربي الألماني-الإنجليزي للغة العربية الفصحى" (WKAS) من أهمّ الإنجازات في مجال الدراسات العربية، تم وضع التطور التاريخي للمفردات العربية لحرفي الكاف واللام على أساس أكثر من مائة ألف مصدر وفقًا لمعايير صارمة. تعرض المبادئ المعجمية الاستخدام المتنوع للغة العربية الفصحى بشكلٍ شامل.

## حياته الخاصة
أولمان متزوج من رينات دورمر منذ عام 1961. قبل زواجها، عملت رينات مع إميل هيتز على أول مجهر إلكتروني في معهد ماكس بلانك لعلم الأحياء في توبنغن. يعيش مانفريد أولمان في توبنغن.

## كتب ومقالات
- التقليد العربي لما يسمى بجمل ميناندر. فيسبادن 1961.
- تحقيقات في شعر الرجاز. مساهمة في اللسانيات والأدب العربي. هاراسوفيتز، فيسبادن 1966 (أطروحة التأهيل من جامعة توبنغن).
- كتابات روفوس الأفسسي عن اليرقان بالترجمة العربية واللاتينية. (تحرير) غوتنغن 1983 (= أطروحات أكاديمية العلوم في غوتنغن: الطبقة الفلسفية التاريخية. الثالث، 138).
- الطب في الإسلام (= دليل الدراسات الشرقية، القسم الأول: الشرق الأدنى والأوسط. المجلد التكميلي السادس، ١). ليدن/كولونيا 1970.
- "تذكرة ابن السويدي، مصدر مهم في تاريخ الطب والسحر اليوناني العربي"، في: دير الإسلام، المجلد، 54 (1977)، ص 33-65.
- العلوم الطبيعية والسحرية في الإسلام (= دليل الدراسات الشرقية، القسم الأول. المجلد التكميلي السادس، ٢). معاناة 1972
- كتاب الثعبان لهيرميس Trismegistus. فيسبادن 1994.
- فكرة الصلب في الشعر العربي في العصور الوسطى. هاراسويتز، فيسبادن 1995، ISBN 3-447-03747-4.

(بالاشتراك مع راينر ديجين): تحقيقات في التقليد العربي للمواد الطبية لديوسكوريدس . هاراسويتز، فيسبادن 2009، ISBN 978-3-447-06057-8 .
- الأخلاق النيقوماخية لأرسطو في الترجمة العربية. 2 مجلدات. فيسبادن 2011-2012.
- معجم اللغة العربية الفصحى. 5 مجلدات. فيسبادن 1970-2009.
- معجم الترجمات اليونانية العربية في القرن التاسع. 4 مجلدات. فيسبادن 2002-2018.
- مساهمات في النحو العربي. هاراسويتز، فيسبادن 2013، ISBN 978-3-447-06942-7.

باراليبومينا. دراسات في النحو العربي ونقد النص وتاريخ الزخارف. هاراسويتز، فيسبادن 2015، ISBN 978-3-447-10331-2.
- مقالات عن الاستقبال العربي للطب اليوناني والعلوم الطبيعية (= Scientia Graeco-Arabica، المجلد 15). دي جرويتر، بوسطن/برلين 2016، ISBN 978-1-61451-844-0.
- النظرية والتطبيق في المعجم العربي. هاراسويتز، فيسبادن 2016، ISBN 978-3-447-10562-0 .
- النظرة الخفية. عن استعارة السرقة في اللغة العربية وآدابها. هاراسويتز، فيسبادن 2017، ISBN 978-3-447-10852-2.
- اللعنات والأمنيات الآثمة في اللغة العربية وآدابها. هاراسويتز، فيسبادن 2020، ISBN 978-3-447-11352-6.
- مساهمات جديدة في قواعد اللغة العربية. أدوات التعجب، السبب المؤكد، نماذج التنسيق، المعكوسات النحوية. هاراسويتز، فيسبادن 2021، ISBN 978-3-447-11551-3.